# Erik Sviatchenko
Erik Sviatchenko, né le 4 octobre 1991 à Viborg au Danemark, est un footballeur international danois qui évolue au poste de défenseur central au Dynamo de Houston en MLS.

## Biographie

### En club
Né à Viborg au Danemark, Erik Sviatchenko est formé par le FC Midtjylland, club avec lequel il fait ses débuts en professionnel. Il joue son premier match le 8 mai 2009, à l'occasion d'une rencontre de championnat face à l'AC Horsens. Il entre en jeu à la place de Winston Reid lors de cette rencontre remportée par son équipe (2-3 score final).
En juillet 2014, Ståle Solbakken, alors entraîneur du FC Copenhague souhaite recruter le joueur pour renforcer sa défense et confirme qu'une offre de son club a été faite au FC Midtjylland. Le joueur reste cependant au FCM.
Avec le club du FC Midtjylland, il inscrit un but en Ligue des champions contre le club chypriote de l'APOEL Nicosie.
Le 17 janvier 2016, Erik Sviatchenko rejoint le Celtic Glasgow, s'engageant pour un contrat de quatre ans et demi.
Le 16 janvier 2018, Sviatchenko fait son retour au FC Midtjylland sous forme de prêt jusqu'à la fin de la saison.
Le 6 décembre 2020, Sviatchenko prolonge son contrat avec le FC Midtjylland jusqu'en juin 2024.
Le 24 mars 2023, Erik Sviatchenko quitte le FC Midtjylland pour s'engager en faveur du Dynamo de Houston. Il signe un contrat courant jusqu'en décembre 2024,.

### En équipe nationale
Le 25 mars 2015, il honore sa première sélection avec l'équipe du Danemark lors du match amical face aux États-Unis.
Le 11 octobre 2015, il inscrit son premier but en sélection lors du match amical face à la France (défaite 1-2).

## Palmarès

### En club
FC Midtjylland
- Champion du Danemark en 2015, 2018 et 2020.
- Vainqueur de la Coupe du Danemark en 2019 et 2022.

 Celtic FC
- Champion d'Écosse en 2016 et 2017.
- Vainqueur de la Coupe de la Ligue écossaise en 2016.
- Vainqueur de la Coupe d'Écosse en 2017.